# 福生水电站
福生水电站位于中国吉林省抚松县抚松镇抚生村与靖宇县花园口镇江沿村顺江屯交界的头道松花江中下游干流。发电为主兼顾防洪。坝址上游距抚松县北江水电站发电尾水渠2.8km，下游750m处为白山水电站库尾，电站距抚松县城5.4km，距靖宇县城46km。以发电为主，兼顾旅游等综合利用。业主为靖宇县福生水利有限公司。

## 技术概况
控制流域面积4750平方公里，上游河道长160.9km，河道平均坡度3.58‰。库区长约1.03km。当正常蓄水位419.00m时，水库面积为5.38×104平方米。水库无调蓄能力。
枢纽布置自右向左为：右岸浆砌石挡水重力坝（长11.50m，坝顶宽3m，坝顶高程423.90m，最大坝高10.20m上游面直立，下游面坡比1：0.7）、自由溢流坝（长85.50m，溢流净长81.30m，坝顶高程419.50m，下游底流消能，底板顶高程414.00m）、水力自控翻板门泄水闸坝段（17孔宽135.90m，宽8.0m，高3.2m，堰顶高程416.30m，闸顶高程419.50m，下游底流消能，底板顶高程414.00m）、冲沙闸（2孔宽20.80m，每个孔宽8.00m，堰顶高程415.50m，闸顶高程420.20m，下游底流消能，底板顶高程413.50m，消力池长16.0m）、坝后河床式发电厂房（宽56.60m）、左岸黏土心墙挡水坝（宽139m）。坝址处河道总宽310m，大坝总长450.00m。坝体基础高程412.00m。坝顶高程423.90m。
正常水位419.5m。设计洪水标准十年一遇，设计洪峰流量3180m3/s。五十年一遇校核洪峰流量5550m3/s。百年一遇校核洪水位423.85m，洪峰流量6080m3/s。千年一遇洪峰流量7000m3/s。
由于坝址处洪峰流量大，泄水建筑物要求有较大的泄流能力，尽可能布置在主河床位置。
厂房布置在左岸河滩地。4台2兆瓦机组。年利用2264h。设计最大发电水头4.8m，最大引用流量232m3/s，最小引用流量29.25m3/s。

## 历史
总投资6337.9万元。建设资金为地方自筹资金。淹没土地42287.8平方米，这部分土地多为河滩地及荒地，其中淹没河滩地1.798公顷。
经吉林省水利厅吉水技[2011]353号文件批准建设。分期洪水标准五年一遇。施工期二年半。水电站施工导流一期围堰于2009年9月10日开工，10月完工，总长519m，高2m，堰顶高程418.5m。随后进行发电厂房基础开挖。
吉林省高等级公路建设局建设的鹤大高速公路的荒沟门大桥、高丽城子大桥分别位于福生水电站坝址上、下游。福生水利公司向法院起诉要求赔偿水电站下游高丽城子大桥施工期间，大桥一、二期施工平台围堰导致水库尾水位抬高，壅高了福生水电站发电尾水位，造成福生水电站发电效益损失394万元。